# Джордани, Клаудия
Кла́удия Джорда́ни (итал. Claudia Giordani; род. 27 октября 1955, Рим) — итальянская горнолыжница, специалистка по слалому и гигантскому слалому. Выступала за сборную Италии по горнолыжному спорту в 1970—1981 годах, серебряная призёрка зимних Олимпийских игр в Инсбруке, победительница трёх этапов Кубка мира, чемпионка зимней Универсиаде в Хаке, 14-кратная чемпионка итальянского национального первенства.

## Биография
Клаудия Джордани родилась 27 октября 1955 года в Риме, в семье известного тележурналиста Альдо Джордани и баскетболистки Франчески Чиприани. Детство провела в Милане, впервые встала на лыжи в возрасте десяти лет — проходила подготовку в горнолыжном клубе в Сестриере.
В 15 лет одержала победу на чемпионате Италии среди юниоров, вошла в основной состав итальянской национальной сборной и дебютировала в Кубке мира. В марте 1973 года впервые поднялась на пьедестал почёта мирового кубка, выиграв серебряную медаль в гигантском слаломе на склонах японского горнолыжного курорта Наэба. В то же время завоевала золотую и бронзовую медали на юниорском чемпионате Европы.
Первую победу в Кубке мира одержала в январе 1974 года, когда обошла всех соперниц в гигантском слаломе на этапе во французском Ле-Же. Побывала на чемпионате мира в Санкт-Морице, где в программе слалома показала пятый результат.
Наибольшего успеха в своей спортивной карьере добилась в 1976 году, когда удостоилась права защищать честь страны на зимних Олимпийских играх в Инсбруке — в гигантском слаломе стала лишь тринадцатой, тогда как в обычном слаломе заняла итоговое второе место и получила серебряную олимпийскую медаль, уступив по сумме двух попыток только немке Рози Миттермайер.
После инсбрукской Олимпиады Джордани осталась в составе главной горнолыжной команды Италии и продолжила принимать участие в крупнейших международных соревнованиях. Так, в 1978 году она выступала на мировом первенстве в Гармиш-Партенкирхене, где была в слаломе восьмой. При этом на этапах Кубка мира неизменно входила в десятку сильнейших и время от времени выигрывала медали.
Находясь в числе лидеров итальянской национальной сборной, благополучно прошла отбор на Олимпийские игры 1980 года в Лейк-Плэсиде — на сей раз попасть в число призёров не смогла, заняла пятое место в слаломе и закрыла десятку сильнейших в зачёте гигантского слалома.
Впоследствии оставалась действующей спортсменкой вплоть до 1981 года. Будучи студенткой, представляла страну на зимней Универсиаде в Хаке, откуда привезла награды золотого и серебряного достоинства, выигранные в слаломе и гигантском слаломе соответственно. В течение своей спортивной карьеры Джордани в общей сложности выиграла три этапа Кубка мира, 17 раз поднималась на подиум, тогда как наивысший её результат в общем зачёте — восьмое место (дважды). Имеет в послужном списке, помимо всего прочего, 14 побед в зачёте чемпионата Италии по горнолыжному спорту. Награждена орденом «За заслуги перед Итальянской Республикой» (1977).
Завершив карьеру профессиональной спортсменки уже в возрасте 25 лет, Клаудия Джордани занималась бизнесом в области маркетинга и коммуникаций, работала телекомментатором на соревнованиях по горнолыжному спорту. В 2010 году заняла должность президента регионального комитета Федерации зимних видов спорта Италии.